# Saison 2020-2021 du Paris Football Club
Dernière mise à jour : 23/08/2020.
Chronologie
Saison précédente Saison suivante
La saison 2020-2021 du Paris Football Club, voit le club disputer la quatre-vingt-deuxième édition du Championnat de France de football de Ligue 2, championnat auquel le club participe pour la quatrième fois depuis 1983, ceci après avoir terminé dix-septième de Ligue 2 2019-2020.

## Play-off
| Match 1                 | Grenoble Foot 38 (L2) | 2 - 0   | (L2) Paris FC | Stade des Alpes, Grenoble                                                         |                                                                                   |
| Mardi 18 mai 2021 20h45 | Anani 8e · Semedo 87e | (1 - 0) |               | Spectateurs : 0 (huis clos) Diffuseur : beIn Sports 1 Arbitrage : Bastien Depechy | Spectateurs : 0 (huis clos) Diffuseur : beIn Sports 1 Arbitrage : Bastien Depechy |

## Parcours en coupes

### Coupe de France de football
Le Paris Football Club entame sa campagne lors du 8e tour de la Coupe de France 2020-2021.

### Effectif professionnel actuel
Le tableau suivant dresse la liste des joueurs faisant partie de l'effectif du Paris FC.